# 鍋飯

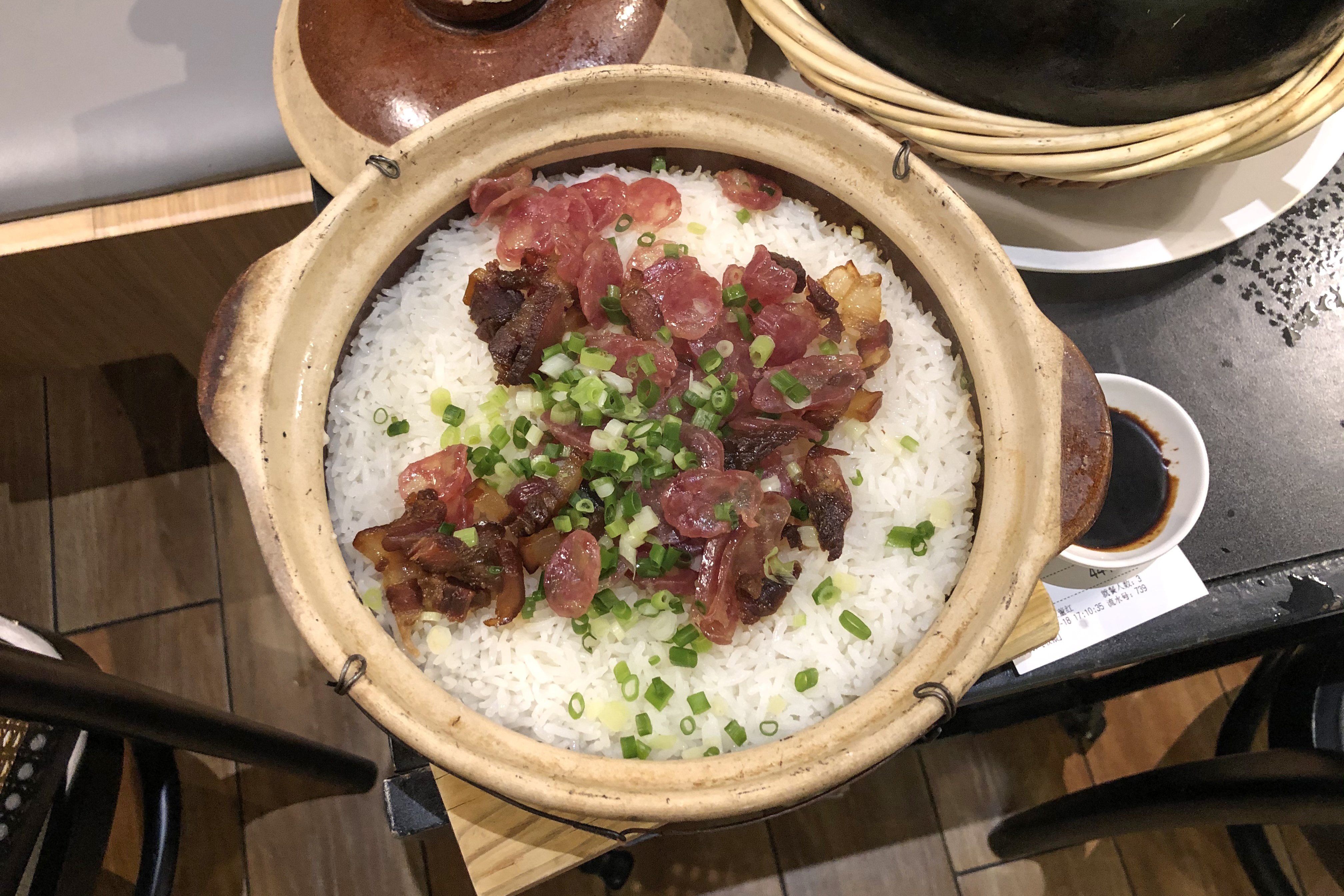
加入醬油前的臘味煲仔飯

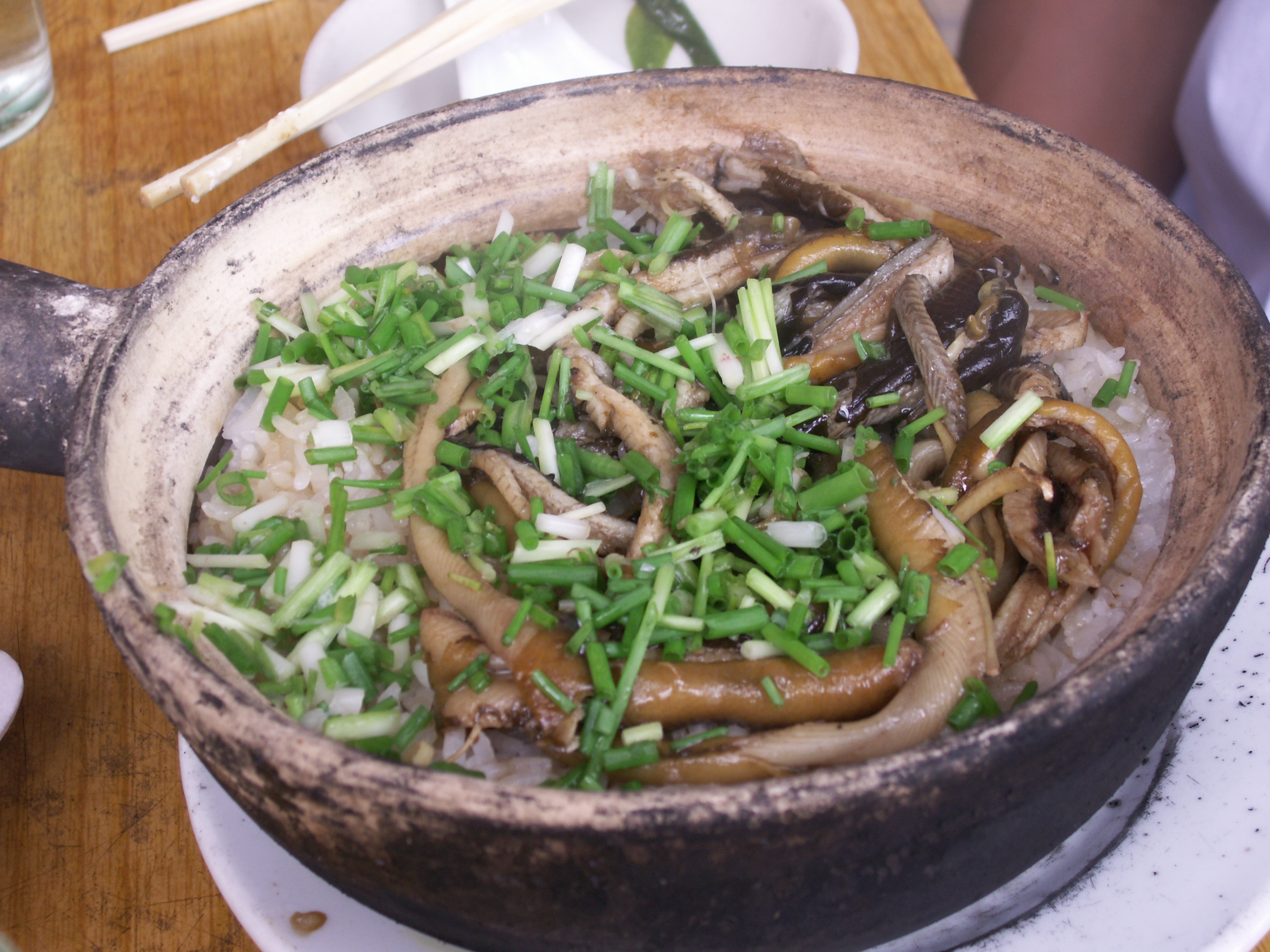
黄鱔煲仔飯

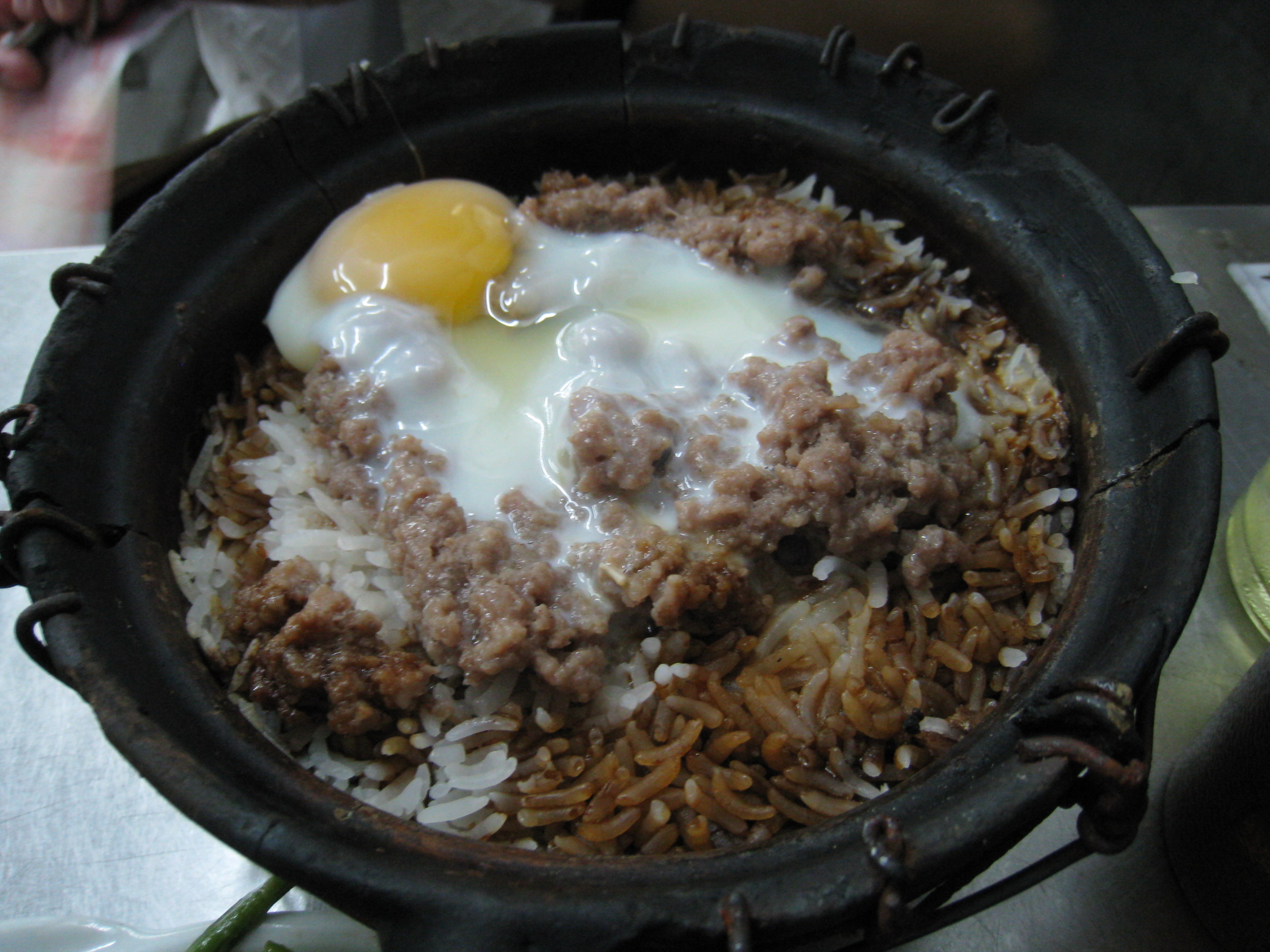
窩蛋牛肉煲仔飯

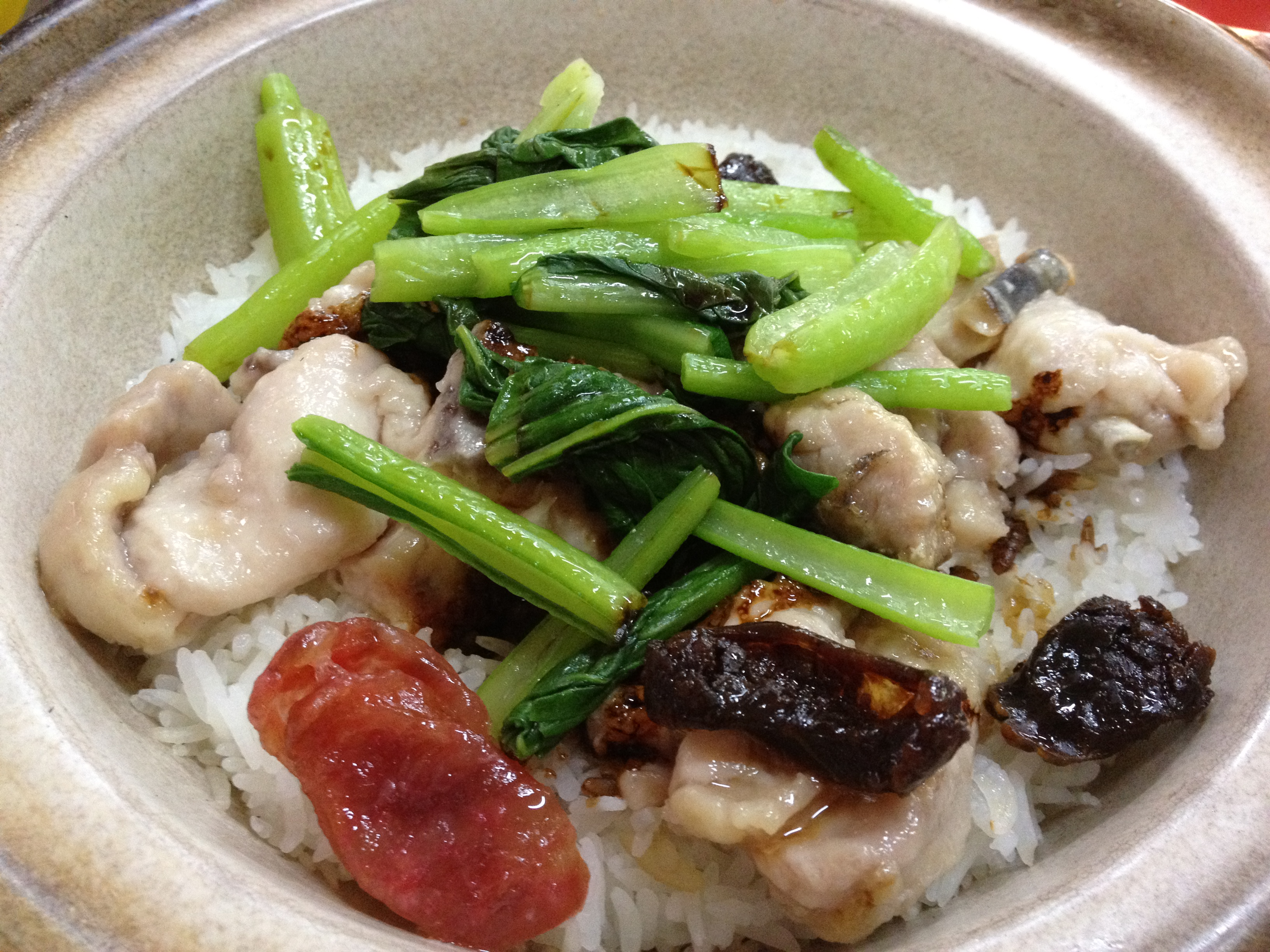
臘味滑雞煲仔飯

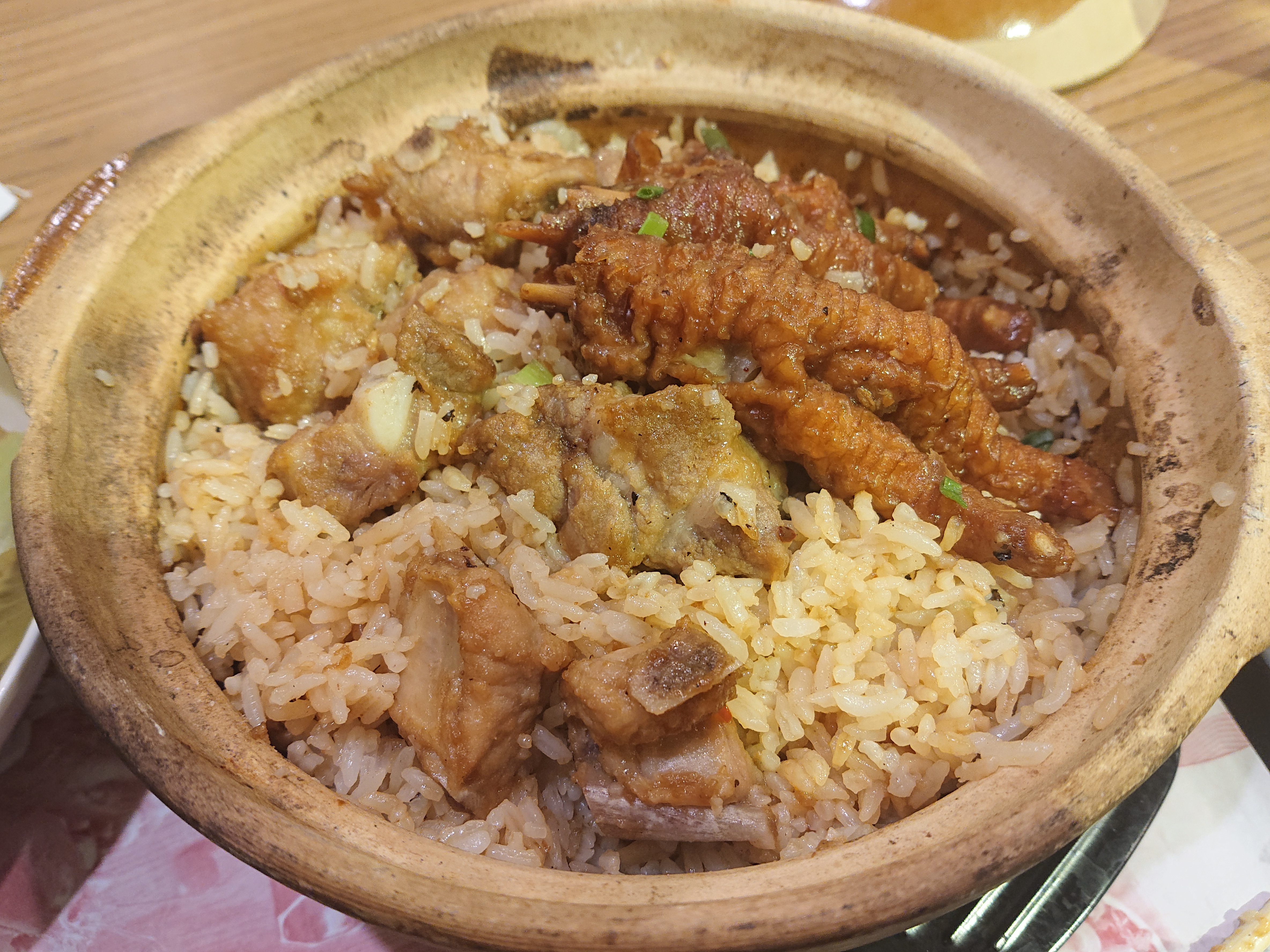
鳳爪排骨煲仔飯

鍋飯，廣東地區稱為煲仔飯，又有砂鍋飯、瓦鍋飯等名稱，日語稱為稱為土锅饭（日语：／）。是以砂鍋或金屬鍋盛載著飯和食材用炭火慢慢地燒熟的食品，過去通常在冬季食用，現在一年四季人們均可享用到。

## 粵式煲仔飯
流行于珠三角、香港一带。砂锅（称为“煲仔”）锅底刷油，加入米和水，用炉火先煮到七成熟飯，再放上食材用炭火慢慢完全蒸熟。通常也会特意将锅底的饭略微烤焦形成锅巴来增加焦脆口感。
現在大多數食肆均改用煤氣爐蒸熟煲仔飯，或先把飯用煤氣爐煮熟，客人叫菜時再把食材放在炭爐上蒸熟，以節省時間。
香港過去只在大牌檔提供煲仔飯，如廟街。但現在茶餐廳、酒樓和港式快餐店均可見到。同样的，珠三角一带的煲仔饭多以街边小店形式，之后才逐渐进入饭店的菜单中。常用甜醬油作調味，也可以再加少許豬油，當煲仔飯熟後，開蓋把甜醬油倒在飯面上。
- 鳳爪排骨煲仔飯：可改為淨鳳爪或淨排骨。
- 豉椒排骨煲仔飯：排骨洗淨後，以原粒豆豉、蒜頭、紅椒、蠔油、糖、生粉及生抽醃製，醃至20至30分鐘便可以煮。[4]
- 白鱔煲仔飯
- 田雞煲仔飯
- 北菇滑雞煲仔飯，也可以加臘味成臘味滑雞煲仔飯。
- 滒蛋牛肉煲仔飯（「滒蛋」俗寫「窩蛋」）
- 鹹魚肉餅/肉片煲仔飯
- 臘味煲仔飯：可以加臘鴨、臘肉，臘肝、臘雞或冬筍。广州地区更为偏好。
- 澳門馬友鹹魚煲仔飯：生曬淡口霉香鹹魚和排骨。
- 蒜蝦煲仔飯：蒜末放入油鍋炸至金黃色後，加入草蝦和飯放到瓦煲中燜煮。
- 四寶魚乾煲仔飯：用鱔乾、比目魚乾、蚌乾和馬齊子（生晒的魚乾和魚卵乾）四種不同的魚乾，再加入少許的臘肉。
- 珧柱菜果煲仔飯：蝦肉、珧柱和菜果炒後過一起放在飯上便成。
- 台山黄鱔煲仔飯：黄鱔用水煮熟，黄鱔魚去骨拆肉切成絲，飯再用煮黄鱔的水煲熟。
- 黃麖腩煲仔飯（黃麖為受保護野生動物）：黃麖腩像牛腩，但肉質比牛腩更硬。
- 花膠蛇腩煲仔飯：通常在蛇王店提供。
- 孖腸田雞煲仔飯
- 咖喱牛腩煲仔飯
- 膏蟹煲仔飯

## 上海
先把飯和食材一起炒香，再放進砂鍋中燜煮出味。
- 獅子頭砂
- 紅燒牛肉砂

## 陽朔
廣西桂林陽朔食品，在生米上加入其他食材，然後蓋上鍋蓋，用炭火煮。在食肆食用時通常是現叫現煮，有多種生食材供由客人挑選，再由廚師依照客人要求烹調。

## 貴陽
淘米後加入食盐、味精拌匀，再装入小沙锅焖煮（每锅一般二至三两），水快乾时放入香肠、豆皮、腊肉丁、豌豆、猪油等，改用文火焖五分钟即成。可佐以凉拌折耳根、牛肉干等小菜同食。

## 雲南麗江砂
雲南麗江納西族的傳統食品，以青豆、火腿、臘肉等為食材。先在鍋底鋪上馬鈴薯塊，再加入米、水，在上面加上其他食材，再加上薑、蔥、蒜等蒸熟。

## 日式釜飯

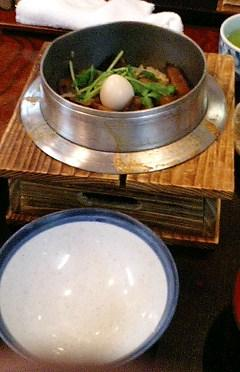
日式椎茸釜飯

日式釜飯有些以金屬製的釜（煲）作容器，有些則以陶器如益子燒、高田燒的陶器盛載。
洗米後加入水、醬油、油、酒、味醂、昆布等，加入出汁（日式高湯）以明火煮至5分熟，然後轉小火，到沒有水蒸氣時把飯蓋上，燜10至15分鐘。
常用的調味料有醬油、味醂等。
- 雞肉釜飯
- 椎茸釜飯
- 鰻魚釜飯

## 韓式石鍋飯

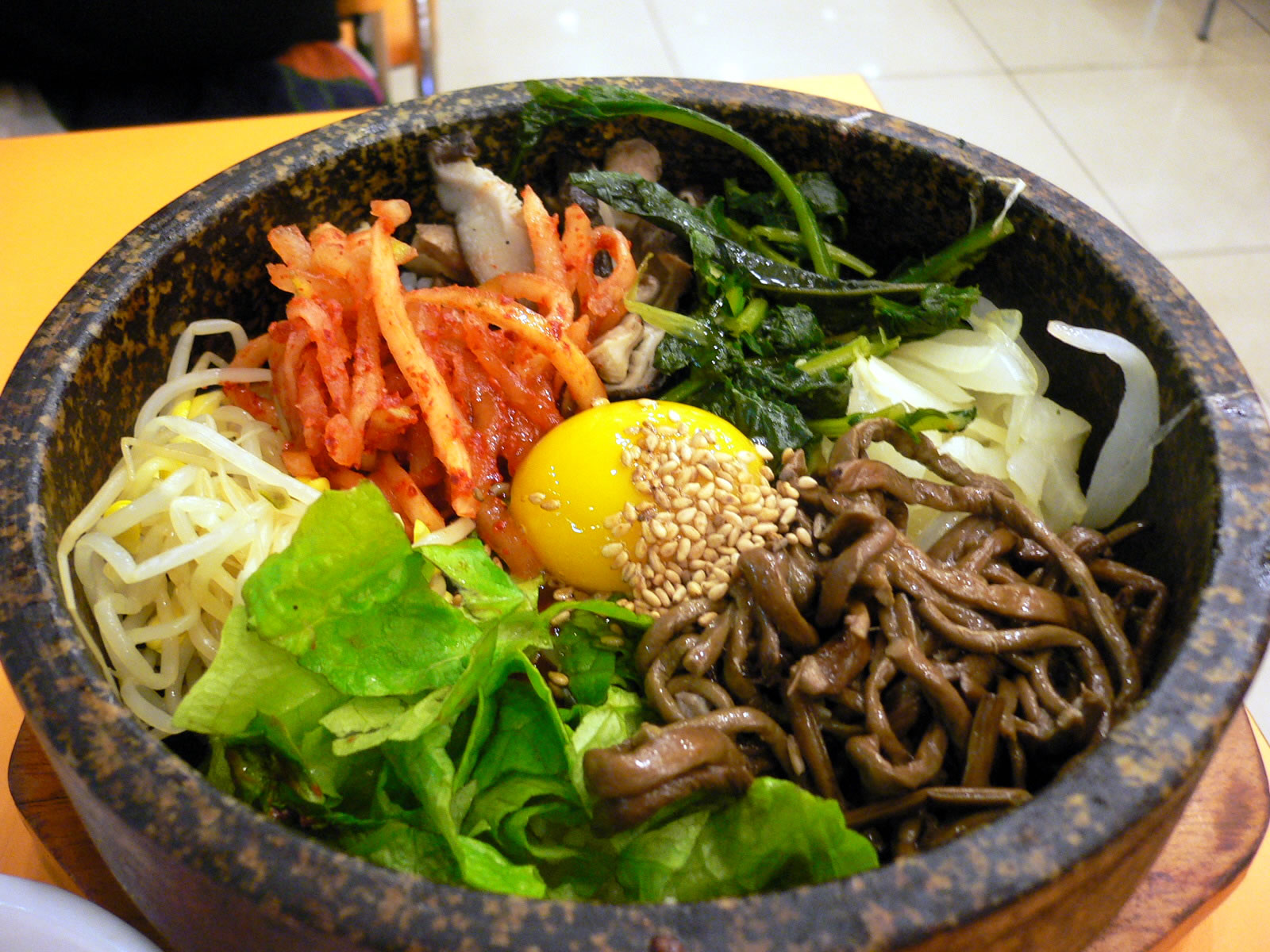
韓式石鍋拌飯

以熱石碗盛載材料，塗上麻油，靠近碗面的米飯會變得色澤金黃，口感香脆。亦有採用黃銅作盛器。以來源地論，則以全州的最聞名（其食譜據說來自朝鮮宮廷飲食），其次是晉州。

## 越南西貢鍋飯
越南西貢的特色飯類，於密封的瓦鍋中煮，吃前要把鍋敲碎打開，把鍋巴飯取出，再弄碎，然後食用。口感較硬，吃時佐以魚露。
- 雙雞鍋飯：雞和田雞。